# William Buckland

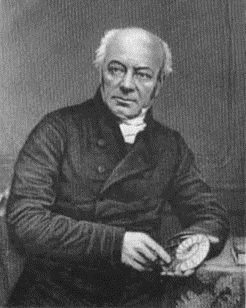
William Buckland, ca. 1845

William Buckland (Axminster (Devon), 12 maart 1784 – Londen, 24 augustus 1856) was een Engelse geoloog en paleontoloog, die als eerste wetenschappelijk onderzoek naar een fossiele dinosauriër deed. Hij was eerst een voorstander van oude-aardecreationisme en catastrofisme, maar werd later overtuigd door de ijstijdtheorie van Louis Agassiz.

## Biografie

### Jeugd en onderzoek naar de geologie van Engeland
Buckland werd geboren in Axminster in Devon, waar zijn vader schoolhoofd was. Hij studeerde aan het Corpus Christi College van de Universiteit van Oxford waar hij vooral geïnteresseerd was in mineralogie en scheikunde. Tegelijkertijd verzamelde hij als hobby fossielen. De twee interesses combinerend begon hij na zijn afstuderen in 1808 de geologie van Zuid-Engeland in kaart te brengen. Hij ondernam te paard geologische excursies naar verschillende delen van Engeland, Schotland, Ierland en Wales. Als conservator van het Ashmolean Museum te Oxford maakte hij ook reizen naar het buitenland, waar hij met wetenschappers als Georges Cuvier in contact kwam.
In 1818 werd Buckland Fellow of the Royal Society. In 1822 kreeg hij de Copley Medal. In tegenstelling tot het toen opkomende uniformitarianisme van James Hutton was Buckland overtuigd dat Bijbelse gebeurtenissen als de Schepping en de Zondvloed met het geologisch bewijs in overeenstemming konden worden gebracht. Hij ontwikkelde catastrofistische theorieën, en dacht dat met de beginzin In den beginne... in het Bijbelboek Genesis een periode van onbekende tijdsduur tussen de vorming van de Aarde en het begin van de mensheid bedoeld werd. In deze tijdsduur zouden een aantal cycli van schepping van nieuwe soorten en uitsterven plaats hebben gevonden. In feite combineerde hij het catastrofisme met creationisme en kan daarom als een oudeaardecreationist worden beschouwd.

### Megalosaurus

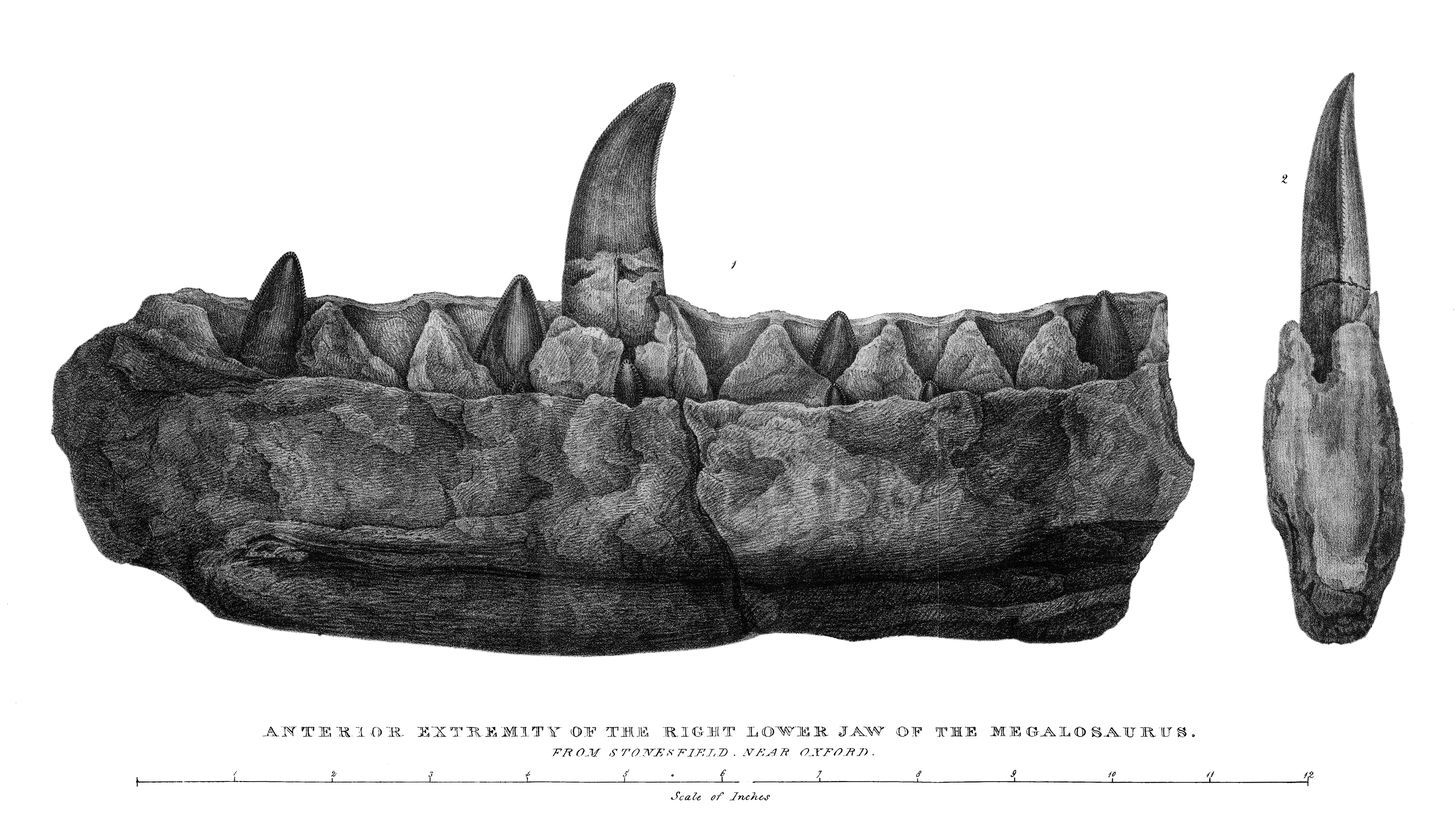
Tekening van de kaak van Megalosaurus in Buckland's beschrijving.

In 1824 werd Buckland president van de Geological Society. Op een bijeenkomst van deze society maakte hij bekend fossiele botten van een uitgestorven enorm reptiel gevonden te hebben bij Stonesfield. Hij noemde het reptiel Megalosaurus ("grote hagedis") en publiceerde er een volledige beschrijving van. Later zou Megalosaurus bij de dinosauriërs worden ingedeeld.
In 1825 vestigde hij zich als priester in Hampshire. Datzelfde jaar trouwde hij met Mary Morland uit Abingdon, een tekenares van fossielen. Het paar kreeg negen kinderen en Morland zou haar man ook in zijn werk bijstaan.
In 1826 ontdekte Buckland de Rode Dame van Paviland, de oudste menselijke resten die ooit in het Verenigd Koninkrijk gevonden zijn.
Buckland was van 1830 tot 1836 bezig met werk aan een van de acht Bridgewater Treatises. Zijn deel, getiteld Geology and Mineralogy considered with reference to Natural Theology, was een uiteenzetting van zijn ideeën over geologie en theologie.
Samen met Adam Sedgwick en Charles Lyell zorgde Buckland voor de oprichting van de Britse geologische dienst.

### Sporen van gletsjers
In 1838 en 1840 reisde Buckland naar Zwitserland om Louis Agassiz op te zoeken. Buckland was erg geïnteresseerd geraakt in Agassiz' theorie dat striae en erosiepatronen op gesteenten door gletsjers in een koude periode waren veroorzaakt. Agassiz liet Buckland de gesteenten zien en wist hem van zijn idee te overtuigen. Hierop nodigde Buckland Agassiz uit naar Schotland te komen om daar gesteenten te bekijken. Ook daar vonden de twee geologen sporen van gletsjers, waarop Buckland het idee van een IJstijd aan de Geological Society presenteerde. Ondanks de ongelovige reacties van de society bleef Buckland bij zijn nieuwe inzicht, dat veel erosiesporen, gesteenten en landschapsvormen die hij eerder aan de zondvloed had toegeschreven, het gevolg waren van een ijstijd.
In 1845 werd Buckland deken van Westminster en was in die functie betrokken bij restauraties aan Westminster Abbey. Behalve zijn werk voor de Anglicaanse Kerk bleef hij ook colleges in de geologie geven als hoogleraar te Oxford.
In 1848 werd hij onderscheiden met de Wollaston medaille.

### Excentriciteiten
William Buckland was bekend om zijn excentrieke gedrag. Hij droeg tijdens zijn paleontologische of geologische veldwerk liefst een academische toga. Ook schijnt hij soms te paard les te hebben gegeven. Zijn stijl van lessen en voordrachten geven was bijzonder levendig en kon zijn publiek schrik aanjagen. Hij hield ervan zijn nieuwste vondsten van beenderen of andere zaken aan zijn gasten of leerlingen te tonen. Daartoe droeg hij altijd een tas bij zich waarin een selectie van zulke vondsten zat. In zijn huis en tuin hield hij exotische dieren, waaronder een hyena die hij Billy noemde. Hij slachtte deze dieren soms om ze op te eten. Hij had zich daarbij voorgenomen het hele dierenrijk te proeven.

## Vernoeming
Dorsum Buckland, een marerug op de Maan
- Bibsys: 4030562
- Biblioteca Nacional de España: XX4903452
- Bibliothèque nationale de France: cb123064622 (data)
- Author citation (botany): Buckland
- CiNii: DA13827651
- Stuttgart Database of Scientific Illustrators 1450–1950: 482
- Gemeinsame Normdatei: 116828315
- International Standard Name Identifier: 0000 0001 2138 1111
- Library of Congress Control Number: n80001524
- Nationale Bibliotheek van Tsjechië: hka2009498633
- Nationale bibliotheek van Australië: 35712989
- Nationale Bibliotheek van Polen: a0000003651798
- Nederlandse Thesaurus van Auteursnamen: 070216630
- Réseau des bibliothèques de Suisse occidentale: 02-A024041409
- LIBRIS: 300763
- SNAC: w65144j2
- Système universitaire de documentation: 031941923
- Museum of New Zealand Te Papa Tongarewa: 56629
- Trove: 1053633
- Virtual International Authority File: 68995683
- WorldCat: E39PBJwMxYM8xpVXWBgmT8BwYP